# Constantia (Kapsztad)

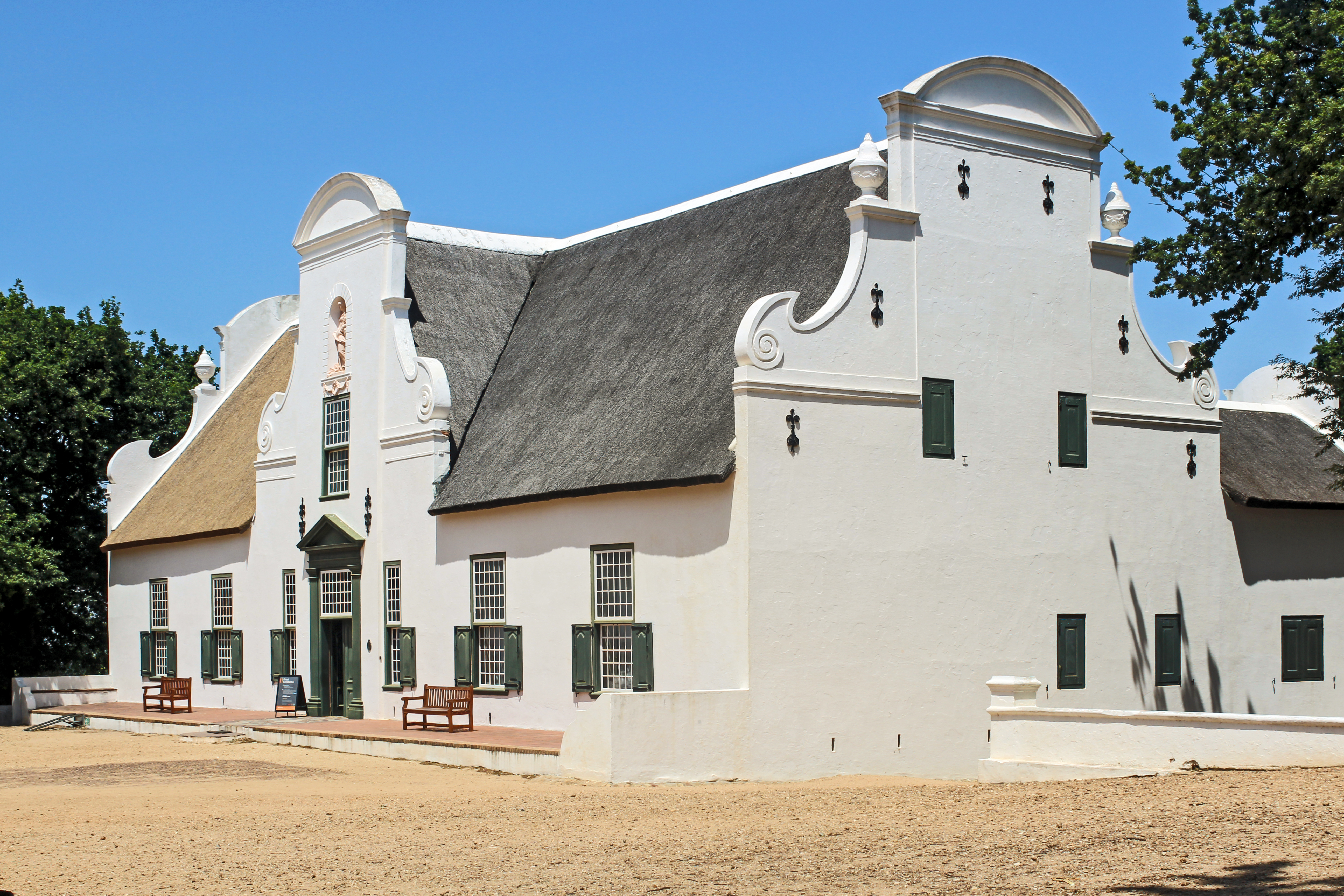
Groot Constantia – zabytkowy dom, zamieniony w muzeum, przykład holenderskiej architektury kolonialnej

Constantia – przedmieście Kapsztadu leżące około 15 kilometrów w kierunku południowym od centrum miasta, słynące z produkcji wysokiej klasy win, zarazem ekskluzywna dzielnica willowa. 

## Historia
Constantia to jedno z najstarszych przedmieść Kapsztadu, słynące z produkcji wysokiej klasy win. Pierwsza winnica została założona w posiadłości Groot Constantia w 1684 roku przez holenderskiego gubernatora Simona van der Stela. Sto lat później pochodzące z tej winnicy trunki były znane i cenione w Europie. W 1885 roku cała posiadłość została wykupiona przez władze kolonii i zamieniona w modelową winnicę. W domu gubernatora i w dawnej piwnicy na wino urządzono muzeum. Farmę Groot Constantia podzielono później na kilka części. Jedną z nich jest Klein Constantia, gdzie piwnice na wino wykuto w zboczu góry. Inne to Buitenverwachting, na terenie której znajduje się dworek otoczony winnicami i starymi dębami i Constantia Uitsig. Większość zabudowań jest przykładem holenderskiej architektury kolonialnej.
W 1661 podczas podboju Sumatry przez Holendrów, szejkowie Abdurachman Matebe Shah i Szejk Mahmoud, zostali wygnani do Constantii. Szeik Abdurachman uważany jest za jedną z trzech osób, która zapoczątkowała islam w Republice Południowej Afryki. Karamat czyli grobowiec świętego w Klein Constantia wybudowany był w miejscu gdzie przypuszczalnie zmarł Szeik Abdurachman w 1681 lub w 1682 roku.

## Trasa Winna
Atrakcją turystyczną Constantii jest Trasa Winna – łańcuch winnic z wysokiej klasy światowej restauracjami, m.in. La Colombe (kuchnia francuska) – zaliczoną według S. Pellegrino World’s 50 Best Restaurants Awards 2010 do najlepszych 50 restauracji na świecie.

## Dzielnica willowa
Constantia jest zarazem ekskluzywną dzielnicą willową – mieszkali tu m.in. Mark Thatcher, syn Margaret Thatcher i Charles Spencer, brat Diany, księżnej Walii. Dom Marka Thatchera został wykupiony przez firmę Sahara Computers.